# Ocrasa
Genre
Ocrasa est un genre d'insectes lépidoptères (papillons) de la famille des Pyralidae.

## Taxonomie
Synonyme actuellement préféré :
- Hypsopygia

## Espèces rencontrées en Europe
- Ocrasa (Orthopygia) fulvocilialis (Duponchel, 1834) - syn. Hypsopygia fulvocilialis
- Ocrasa (Orthopygia) glaucinalis (Linnaeus, 1758) - syn. Hypsopygia glaucinalis